# Xiongxi
Xiongxi (kinesiska: 雄溪, 雄溪镇) är en köping i Kina. Den ligger i provinsen Hunan, i den södra delen av landet, omkring 320 kilometer väster om provinshuvudstaden Changsha.
Genomsnittlig årsnederbörd är 1 942 millimeter. Den regnigaste månaden är maj, med i genomsnitt 306 mm nederbörd, och den torraste är december, med 60 mm nederbörd.